# Belcinski Bani, Sofia
Belcinski Bani (în bulgară Белчински Бани) este un sat în comuna Samokov, regiunea Sofia,  Bulgaria. 

## Demografie
Componența etnică a satului Belcinski Bani
     Bulgari (100%)
     Nicio identificare (0%)
     Altele (0%)
La recensământul din 2011, populația satului Belcinski Bani era de 20 locuitori. Din punct de vedere etnic, toți locuitorii erau bulgari.